# Polydora laticephala
Polydora laticephala är en ringmaskart som beskrevs av Hartmann-Schröder 1959. Polydora laticephala ingår i släktet Polydora och familjen Spionidae. Inga underarter finns listade i Catalogue of Life.